# Піт Буттіджедж
Пі́тер Бу́ттіджідж, відомий як Піт Бу́ттіджідж (англ. Peter Paul Montgomery Buttigieg, вимова: [ˈbʊtɪdʒɪdʒ]; 19 січня 1982 , Саут-Бенд, Індіана ), — американський політик, міністр транспорту США (2021—2025), колишній мер міста Саут-Бенд, штат Індіана. Лейтенант резерву ВМС США. Раніше був консультантом у консалтинговій фірмі McKinsey & Company. Випускник Гарвардського університету, стипендіат Родса і ветеран війни в Афганістані.
Буттіджідж мав наміри висуватися в кандидати в президенти від Демократичної партії на президентських виборах 2020 року, але згодом зняв свою кандидатуру. Став першим відкритим геєм серед кандидатів-демократів.

## Раннє життя та освіта
Буттіджедж народився у Саут-Бенді, штат Індіана, у подружжі Дженніфер Енн (Монтгомері) і Джозефа Буттіджеджа, обоє батьків — професори університету Нотр-Дам. Його батько — іммігрант з Мальти, а мати — корінна мешканка Індіани (т. зв. «гужер»).
Буттіджедж закінчив середню школу св. Йосипа 2000 року, де був президентом і валедиктором свого класу. У старшій школі отримав нагороду за есе для конкурсу «JFK Profiles in Courage Essay Contest»: відвідав Бостон, де познайомився з Керолайн Кеннеді та іншими членами родини президента Кеннеді під час церемонії в бібліотеці Джона Кеннеді. Також був обраний одним з двох делегатів від Індіани до Молодіжної програми Сенату США.
Буттіджедж навчався у Гарвардському коледжі, де був президентом Студентського дорадчого комітету Гарвардського інституту політики і працював над щорічним дослідженням Інституту про ставлення молоді до політики. Буттіджедж також був членом братства Фі Бета Каппа.
2004 року Буттіджедж з відзнакою magna cum laude закінчив Гарвардський університет, отримавши ступінь бакалавра з історії та літератури. Його дипломна робота присвячена впливу пуританства на зовнішню політику США, що описано у романі Ґрема Ґріна «Тихий американець». 2007 року отримав ступінь магістра філософії, політики й економіки з відзнакою першого класу у Пемброкському коледжі Оксфорда, де був стипендіатом Родса.

## Рання кар'єра
До закінчення коледжу, Буттіджедж працював розслідувальним стажистом на WMAQ-TV, чиказькому відділенні новин NBC. Він також працював стажистом у кампанії Джилл Лонг Томпсон на виборах до Конгресу 2002 року. Пізніше він був радником її кампанії на виборах губернатора 2008 року.
З 2004 по 2005 рік Буттіджедж працював у Вашингтоні конференційним директором у міжнародній стратегічно-консалтинговій фірмі The Cohen Group, що належить колишньому міністру оборони США Вільяму Коену. Також він декілька місяців працював у президентській кампанії сенатора Джона Керрі 2004 року, де був спеціалістом з питань політики та досліджень. Після здобуття ступеня в Оксфорді, з 2007 по 2010 рік працював консультантом у McKinsey and Company.
Був кандидатом від Демократичної партії 2010 року на посаду Міністра фінансів Індіани. Буттіджедж поступився чинному республіканському міністру Річарду Мордоку, отримавши 37,5 % голосів.

## Військова служба
Буттіджедж був призначений офіцером військово-морської розвідки резерву ВМФ 2009 року й 2014 року спрямований до Афганістану. Після семимісячної служби Буттіджедж повернувся до Саут-Бенда. Залишається чинним лейтенантом військово-морського резерву.

## Мер Саут-Бенда

### Перший термін

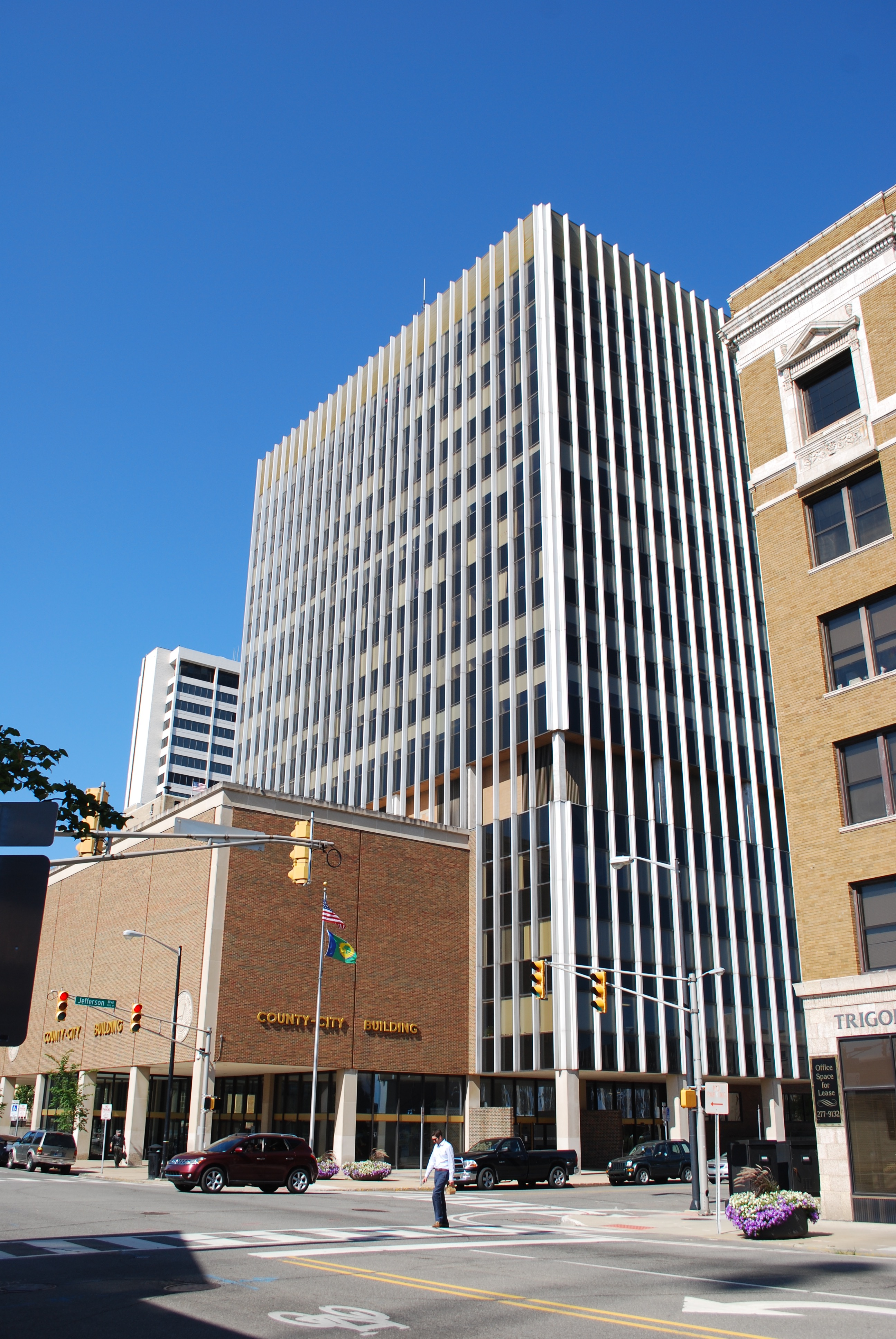
Будівля в центрі міста Саут-Бенд, де розміщено офіс мера

На виборах мера Саут-Бенда в листопаді 2011 року Буттіджедж набрав 74 % голосів, і вступив на посаду в січні 2012 року у віці 29 років, ставши наймолодшим мером міста США з населенням понад 100 000 жителів.
2012 року Буттіджедж понизив на посаді начальника поліції Саут-Бенда Дерріла Бойкінса після того, як федеральне розслідування виявило, що поліційний департамент безпідставно записував телефонні дзвінки. Буттіджедж також звільнив директора з комунікацій поліційного департаменту, який «виявив записи, але продовжував записувати лінію за наказом Бойкінса». Директор з комунікації поліції стверджував, що записи зафіксували чотирьох старших поліціянтів, які робили расистські зауваження та обговорювали незаконні дії. Буттіджедж вирішив врегулювати позови, подані Бойкінсом, директором з комунікацій і чотирма офіцерами, поза судом. Федеральний суддя 2015 року постановив, що записи Бойкінса порушили Федеральний акт про прослуховування. Буттіджедж опинився під тиском політичних опонентів, які вимагали оприлюднення записів, але відмовився зробити це, пославшись на Акт про прослуховування, а також закликав до викорінення расового упередження в поліції.
Буттіджедж призначив Рона Тічмана, колишнього начальника поліції Нью-Бедфорда, штат Массачусетс, новим начальником поліції. Тічман керував впровадженням технології ShotSpotter у Саут-Бенді, а також нову ініціативу боротьби з бандами.

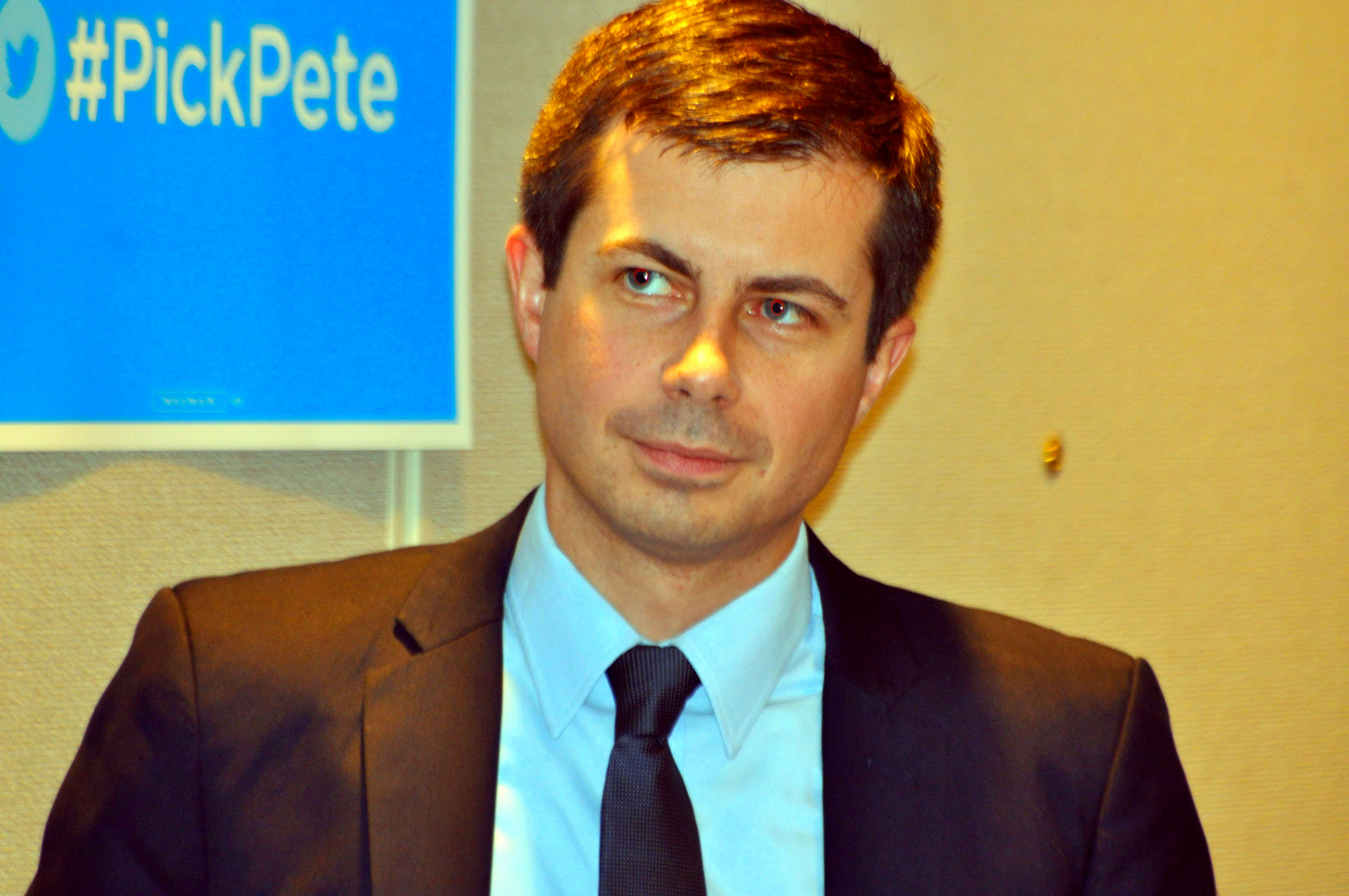
Буттіджедж на Національній демократичній конвенції 2017 року

2013 року сайт GovFresh.com назвав його мером року, порівнявши з колишнім триразовим мером Нью-Йорка Майклом Блумбергом. 2014 року The Washington Post назвала Буттіджеджа «найцікавішим мером, про якого ви ніколи не чули», судячи з його молодості, освіти та військового досвіду. 2016 року оглядач газети The New York Times Франк Бруні опублікував колонку, що вихваляє роботу Буттіджеджа як мера і запитує в заголовку, чи має він шанси стати «першим геєм-президентом».
Пріоритетом своєї адміністрації Буттіджедж зробив реконструкцію. Однією з найвпізнаваніших його програм стала ініціатива «Вакантна та покинута нерухомість» (відома як «1000 будівель за 1000 днів»), проєкт з ремонту або знесення пошкоджених об'єктів нерухомості по всьому місту. Цілі було досягнуто до запланованої дати завершення програми в листопаді 2015 року.
Упродовж семи місяців Буттіджедж служив в Афганістані лейтенантом резерву ВМФ, і повернувся до Сполучених Штатів 23 вересня 2014 року. У його відсутність, заступник міського голови Марк Ніл, фінансовий інспектор міста Саут-Бенд, виконував обов'язки мера з лютого 2014 року до жовтня 2014 року, коли Буттіджедж повернувся до своєї ролі мера.

### Другий термін
2014 року Буттіджедж оголосив, що він буде переобиратися на другий термін і виграв демократичний праймеріз, набравши 78 % голосів і перемігши Генрі Девіса-молодшого, міського радника з 2-го округу. У листопаді 2015 року виборці обрали Буттіджеджа на посаду мера Саут-Бенда на другий термін, віддавши за нього понад 80 % голосів; таким чином Буттіджедж переміг республіканця Келлі Джонса.
2013 року Буттіджедж запропонував програму міського розвитку «Розумні вулиці» для поліпшення центру Саут-Бенда, а на початку 2015 року (після вивчення дорожнього руху та громадських слухань) забезпечив випуск облігацій для програми через фінансування приросту податків. «Розумні вулиці», один з характерних проєктів Буттіджеджа, був спрямований на поліпшення економічного розвитку і міської життєвості, а також безпеки дорожнього руху. Проєкт передбачав перетворення вулиць з одностороннім рухом у центрі міста на вулиці з двостороннім рухом, заспокоєння дорожнього руху, розширення тротуарів, доброустрій вулиць (включаючи посадку дерев та використання декоративної цегли), впровадження велосипедних доріжок і кругових перехресть. Елементи були завершені 2016 року і офіційно проєкт завершено 2017 року. Серед результатів проєкту відзначають стимулювання приватного розвитку міста.
Бувши мером, Буттіджедж стояв за створенням нічного лазерного освітлення вздовж узбережжя річки Сент-Джозеф в центрі Саут-Бенда як твору публічного мистецтва. Проєкт коштував 700 тисяч доларів, які були зібрані з приватних пожертв. Інсталяція «River Lights» була відкрита в травні 2015 року в рамках святкування 150-річчя міста.
Під керівництвом Буттіджеджа, Саут-Бенд розпочав інвестиції в розмірі 50 млн доларів США у розвиток парків міста, багато з яких були знехтувані протягом попередніх десятиліть.
У грудні 2018 року Буттіджедж оголосив, що не буде шукати переобиратися на третій термін на посаді мера Саут-Бенда.

### Міністр транспорту США
16 грудня 2020 новообраний президент Джо Байден оголосив про намір висунути Буттіджеджа на посаду міністра транспорту США. 2 лютого 2021 Сенат затвердив Буттіджеджа на цю поасду. Він став першим міністром зі спільноти ЛГБТ, якого затвердив Сенат.
27 липня було оголошено, що Піт представлятиме США на українській дипломатичній місії Кримська платформа, що націлена на деокупації тимчасово окупованого РФ українського Крим.

## Вибори голови НДК 2017 року
У січні 2017 року Буттіджедж оголосив про свою кандидатуру на посаду голови Національного демократичного комітету. Він заручився підтримкою колишнього голови НДК Говарда Діна і колишнього губернатора штату Меріленд Мартіна О'Меллі. Буттіджедж «побудував свою кампанію на ідеї, що зістарювана Демократична партія має підтримати мілленіалів у своїх рядах». Він відкликав свою кандидатуру у день виборів.

## Президентські вибори 2020 року

Логотип президентської кампанії 2020 року

23 січня 2019 року Буттіджедж запустив роботу дослідного комітету для висування своєї кандидатури на посаду Президента США на виборах 2020 року.
В березні 2020 Пітер вийшов з перегонів та заявив, що готовий підтримати Джо Байдена на президентських виборах. 6 вересня 2020-го Пітер увійшов до розширеної команди Байдена. З ним приєдналися і високопоставлені чиновники, що працювали при президенті Бараку Обамі.

## Відзнаки та нагороди
- 2014 — відзнака Rodel Fellow від Інституту Аспена[55]
- 2015 — нагорода John F. Kennedy New Frontier Fenn Award.[56]

## Особисте життя
Буттіджедж є членом Єпископальної церкви, парафіянином Собору святого Якова у Саут-Бенді.
Буттіджедж — поліглот. Він самостійно опанував норвезьку мову, а також розмовляє іспанською, італійською, мальтійською, арабською, дарі та французькою. Буттіджедж грає на гітарі та фортепіано, а 2013 року виступав із Саут-Бендським симфонічним оркестром як запрошений соліст фортепіано.
У червні 2015 у своєму есею в газеті South Bend Tribune Буттіджедж оголосив, що він гей. Він є першим відкритим гомосексуальним представником муніципальної влади у штаті Індіана.
У грудні 2017 року Буттіджедж оголосив про заручини з Частеном Глезманом, учителем середньої школи, з яким зустрічався з серпня 2015 року. Вони одружилися 16 червня 2018 року на приватній церемонії в Соборі святого Якова в центрі міста Саут-Бенд. Вони живуть у тому ж районі Саут-Бенда, де Буттіджедж виріс, з двома собаками-рятувальниками, Труманом і Бадді.

## Книжки
- Shortest Way Home: One Mayor's Challenge and a Model for America's Future. Liveright Publishing Corporation/W. W. Norton & Company, Inc. 2019. ISBN 9-781-63149-4369.